# Lijst van voetbalinterlands Polen - Schotland
Deze lijst van voetbalinterlands is een overzicht van alle officiële voetbalwedstrijden tussen de nationale teams van Polen en Schotland. De landen speelden tot op heden dertien keer tegen elkaar, te beginnen met een vriendschappelijke wedstrijd, gespeeld op 1 juni 1958 in Warschau. Het laatste duel, een groepswedstrijd tijdens de UEFA Nations League 2024/25, vond plaats op 18 november 2024 in de Poolse hoofdstad.

## Wedstrijden
| №  | Plaats    | Datum            | Competitie                  | Wedstrijd         | Uitslag |
| -- | --------- | ---------------- | --------------------------- | ----------------- | ------- |
| 1  | Warschau  | 1 juni 1958      | Vriendschappelijk           | Polen – Schotland | 1 – 2   |
| 2  | Glasgow   | 4 mei 1960       | Vriendschappelijk           | Schotland – Polen | 2 – 3   |
| 3  | Chorzów   | 23 mei 1965      | WK 1966 kwalificatie        | Polen – Schotland | 1 – 1   |
| 4  | Glasgow   | 13 oktober 1965  | WK 1966 kwalificatie        | Schotland – Polen | 1 – 2   |
| 5  | Poznań    | 28 mei 1980      | Vriendschappelijk           | Polen – Schotland | 1 – 0   |
| 6  | Glasgow   | 19 mei 1990      | Vriendschappelijk           | Schotland – Polen | 1 – 1   |
| 7  | Bydgoszcz | 25 april 2001    | Vriendschappelijk           | Polen – Schotland | 1 – 1   |
| 8  | Warschau  | 5 maart 2014     | Vriendschappelijk           | Polen – Schotland | 0 – 1   |
| 9  | Warschau  | 14 oktober 2014  | EK 2016 kwalificatie        | Polen – Schotland | 2 – 2   |
| 10 | Glasgow   | 8 oktober 2015   | EK 2016 kwalificatie        | Schotland – Polen | 2 – 2   |
| 11 | Glasgow   | 24 maart 2022    | Vriendschappelijk           | Schotland − Polen | 1 − 1   |
| 12 | Glasgow   | 5 september 2024 | UEFA Nations League 2024/25 | Schotland − Polen | 2 − 3   |
| 13 | Warschau  | 18 november 2024 | UEFA Nations League 2024/25 | Polen − Schotland | 1 − 2   |

## Samenvatting
| Competitie          | Totaal gespeeld | Winst Polen | Gelijk | Winst Schotland | Doelsaldo Polen – Schotland |
| ------------------- | --------------- | ----------- | ------ | --------------- | --------------------------- |
| WK-kwalificatie     | 2               | 1           | 1      | 0               | 3 − 2                       |
| EK-kwalificatie     | 2               | 0           | 2      | 0               | 4 − 4                       |
| UEFA Nations League | 2               | 1           | 0      | 1               | 4 − 4                       |
| Vriendschappelijk   | 7               | 2           | 3      | 2               | 8 − 8                       |
| Totaal              | 13              | 4           | 6      | 3               | 19 − 18                     |

## Details

### Vijfde ontmoeting
| Vriendschappelijk (Poznań, Polen, 28 mei 1980): |       |           |
| Polen                                           | 1 – 0 | Schotland |
| Zbigniew Boniek 69'                             | goals |           |

### Negende ontmoeting
| EK 2016 kwalificatie (scheidsrechter Alberto Undiano Mallenco, Warschau, 14 oktober 2014): |              | |
| Polen | 2 – 2        | Schotland |
| Krzysztof Mączyński 12' Arkadiusz Milik 76' | doelpunten   | 18' Shaun Maloney 57' Steven Naismith |
| Adam Nawałka | bondscoach   | Gordon Strachan |
| Wojciech Szczęsny Artur Jędrzejczyk Łukasz Piszczek Łukasz Szukała Kamil Glik Kamil Grosicki 89' Krzysztof Mączyński Waldemar Sobota 63' Grzegorz Krychowiak Robert Lewandowski Arkadiusz Milik | opstellingen | David Marshall Alan Hutton Steven Whittaker Gordon Greer Russell Martin Scott Brown James Morrison Ikechi Anya Shaun Maloney 71' Steven Fletcher 71' Steven Naismith |
| Sebastian Mila 63' Michał Żyro 89' | wissels      | 71' Darren Fletcher 71' Chris Martin |
| Grzegorz Krychowiak 60' Sebastian Mila 83' | gele kaarten | 85' Gordon Greer |

### Tiende ontmoeting
| EK 2016 kwalificatie (scheidsrechter Viktor Kassai, Glasgow, 8 oktober 2015):                                                                                              |              | |
| Schotland | 2 – 2        | Polen |
| Matt Ritchie 45' Steven Fletcher 62' | doelpunten   | 3' Robert Lewandowski 90+4' Robert Lewandowski |
| Gordon Strachan | bondscoach   | Adam Nawałka |
| David Marshall Alan Hutton Steven Whittaker Grant Hanley Russell Martin James Morrison 84' Darren Fletcher 74' Scott Brown Steven Fletcher Steven Naismith 69' Matt Richie | opstellingen | Łukasz Fabiański Michał Pazdan Łukasz Piszczek 83' Jakub Błaszczykowski Kamil Glik 71' Maciej Rybus Krzysztof Mączyński Grzegorz Krychowiak Kamil Grosicki Robert Lewandowski 62' Arkadiusz Milik |
| Shaun Maloney 69' James McArthur 74' Graham Dorrans 84' | wissels      | 62 ' Tomasz Jodłowiec 71' Jakub Wawrzyniak 83' Paweł Olkowski |
| Scott Brown 56' Alan Hutton 67' | gele kaarten | 22' Maciej Rybus 83' Grzegorz Krychowiak |

Poolse voetbalbond · A-internationals · Selecties · Statistieken · Pools vrouwenelftal · Olympisch elftal · Polen U21 · Polen U20 · Polen U19 · Polen U18 · Polen U17 · Polen U16
1921 – 1929 ·
1930 – 1939 ·
1940 – 1949 ·
1950 – 1959 ·
1960 – 1969 ·
1970 – 1979 ·
1980 – 1989 ·
1990 – 1999 ·
2000 – 2009 ·
2010 – 2019 ·
2020 – 2029
EK 2008 · 
EK 2012 · 
EK 2016 · 
EK 2020
WK 1938 ·
WK 1974 ·
WK 1978 ·
WK 1982 ·
WK 1986 ·
WK 2002 ·
WK 2006 ·
WK 2018
OS 1924 ·
OS 1936 ·
OS 1972 ·
OS 1976 ·
OS 1992
1921 · 
1922 · 
1923 · 
1924 · 
1925 · 
1926 · 
1927 · 
1928 · 
1929 · 
1930 · 
1931 · 
1932 · 
1933 · 
1934 · 
1935 · 
1936 · 
1937 · 
1938 · 
1939 · 
1940–1946 · 
1947 · 
1948 · 
1949 · 
1950 · 
1951 · 
1952 · 
1953 · 
1954 · 
1955 · 
1956 · 
1957 · 
1958 · 
1959 · 
1960 · 
1961 · 
1962 · 
1963 · 
1964 · 
1965 · 
1966 · 
1967 · 
1968 · 
1969 · 
1970 · 
1971 · 
1972 · 
1973 · 
1974 · 
1975 · 
1976 · 
1977 · 
1978 · 
1979 · 
1980 · 
1981 · 
1982 · 
1983 · 
1984 · 
1985 · 
1986 · 
1987 · 
1988 · 
1989 · 
1990 · 
1991 · 
1992 · 
1993 · 
1994 · 
1995 · 
1996 · 
1997 · 
1998 · 
1999 · 
2000 · 
2001 · 
2002 · 
2003 · 
2004 · 
2005 · 
2006 · 
2007 · 
2008 · 
2009 · 
2010 · 
2011 · 
2012 · 
2013 · 
2014 ·
2015 ·
2016 ·
2017 ·
2018 ·
2019 ·
2020 ·
2021
Albanië ·
Algerije ·
Andorra ·
Argentinië ·
Armenië ·
Australië ·
Azerbeidzjan ·
België ·
Bolivia ·
Bosnië en Herzegovina ·
Brazilië ·
Bulgarije ·
Canada ·
Chili ·
China ·
Colombia ·
Costa Rica ·
Cyprus ·
DDR ·
Denemarken ·
Duitsland ·
Ecuador ·
Egypte ·
Engeland ·
Estland ·
Faeröer · 
Finland ·
Frankrijk ·
Georgië ·
Gibraltar ·
Griekenland ·
Guatemala ·
Haïti ·
Hongarije ·
Ierland ·
India ·
Irak ·
Iran ·
Israël ·
Italië ·
Ivoorkust ·
IJsland ·
Japan ·
Joegoslavië ·
Kameroen ·
Kazachstan ·
Koeweit ·
Kroatië ·
Letland ·
Libië ·
Liechtenstein ·
Litouwen ·
Luxemburg ·
Marokko ·
Malta ·
Mexico ·
Moldavië ·
Montenegro ·
Nederland ·
Nieuw-Zeeland ·
Nigeria ·
Noord-Ierland ·
Noord-Korea ·
Noord-Macedonië ·
Noorwegen ·
Oekraïne ·
Oostenrijk ·
Peru ·
Portugal ·
Roemenië ·
Rusland ·
San Marino ·
Saoedi-Arabië · 
Schotland ·
Senegal ·
Servië ·
Servië en Montenegro · 
Singapore ·
Slovenië ·
Slowakije ·
Sovjet-Unie ·
Spanje ·
Thailand · 
Tsjechië ·
Tsjecho-Slowakije ·
Tunesië ·
Turkije ·
Uruguay ·
Verenigde Arabische Emiraten ·
Verenigde Staten ·
Wales ·
Wit-Rusland ·
Zuid-Afrika ·
Zuid-Korea ·
Zweden ·
Zwitserland
België (1982) ·
Colombia (2018) ·
Costa Rica (2006) ·
Duitsland (2006) ·
Duitsland (2008) ·
Duitsland (2016) ·
Ecuador (2006) ·
Frankrijk (1982) ·
Frankrijk (2022) ·
Griekenland (2012) ·
Italië (1982, 1) ·
Italië (1982, 2) ·
Japan (2018) ·
Kameroen (1982) ·
Kroatië (2008) ·
Noord-Ierland (2016) ·
Oostenrijk (2008) ·
Peru (1982) ·
Rusland (2012) ·
Senegal (2018) ·
Slowakije (2021) ·
Sovjet-Unie (1982) ·
Spanje (2021) ·
Tsjechië (2012) ·
Zweden (2021)
SFA · A-internationals · Selecties · Bondscoaches · Statistieken · Schots vrouwenelftal · Brits olympisch elftal · Schotland U21 · Schotland U20 · Schotland U19 · Schotland U18 · Schotland U17 · Schotland U16 · Vrouwen U17
1872 – 1899 ·
1900 – 1919 ·
1920 – 1929 ·
1930 – 1939 ·
1940 – 1949 ·
1950 – 1959 ·
1960 – 1969 ·
1970 – 1979 ·
1980 – 1989 ·
1990 – 1999 ·
2000 – 2009 ·
2010 – 2019 ·
2020 − 2029
EK's: 1992 ·
1996 ·
2020 ·
2024
WK's: 1954 ·
1958 ·
1974 ·
1978 ·
1982 ·
1986 ·
1990 ·
1998
1872 ·
1873 ·
1874 ·
1875 ·
1876 ·
1877 ·
1878 ·
1878 ·
1879 ·
1880 ·
1881 ·
1882 ·
1883 ·
1884 ·
1885 ·
1886 ·
1887 ·
1888 ·
1889 ·
1890 ·
1891 ·
1892 ·
1893 ·
1894 ·
1895 ·
1896 ·
1897 ·
1898 ·
1899 ·
1900 ·
1901 ·
1902 ·
1903 ·
1904 ·
1905 ·
1906 ·
1907 ·
1908 ·
1909 ·
1910 ·
1911 ·
1912 ·
1913 ·
1914 ·
1915–1919 ·
1920 ·
1921 ·
1922 ·
1923 ·
1924 ·
1925 ·
1926 ·
1927 ·
1928 ·
1929 ·
1930 ·
1931 ·
1932 ·
1933 ·
1934 ·
1935 ·
1936 ·
1937 ·
1938 ·
1939 ·
1940–1945 ·
1946 ·
1947 ·
1948 ·
1949 ·
1950 ·
1951 ·
1952 ·
1953 ·
1954 ·
1955 ·
1956 ·
1957 ·
1958 ·
1959 ·
1960 ·
1960 ·
1961 ·
1962 ·
1963 ·
1964 ·
1965 ·
1966 ·
1967 ·
1968 ·
1969 ·
1970 ·
1971 ·
1972 ·
1973 ·
1974 ·
1975 ·
1976 ·
1977 ·
1978 ·
1979 ·
1980 ·
1981 ·
1982 ·
1983 ·
1984 ·
1985 ·
1986 ·
1987 ·
1988 ·
1989 ·
1990 ·
1991 ·
1992 ·
1993 ·
1994 ·
1995 ·
1996 ·
1997 ·
1998 ·
1999 ·
2000 ·
2001 ·
2002 ·
2003 ·
2004 ·
2005 ·
2006 ·
2007 ·
2008 ·
2009 ·
2010 ·
2011 ·
2012 ·
2013 ·
2014 · 
2015 · 
2016 · 
2017 ·
2018 ·
2019 ·
2020 ·
2021 ·
2022
Albanië ·
Argentinië · 
Armenië ·
Australië ·
België ·
Bosnië en Herzegovina ·
Brazilië ·
Bulgarije ·
Canada ·
Chili ·
Colombia ·
Congo-Kinshasa ·
Costa Rica ·
Cyprus ·
DDR ·
Denemarken ·
Duitsland ·
Ecuador ·
Egypte ·
Engeland ·
Estland ·
Faeröer ·
Finland ·
Frankrijk ·
Georgië ·
Gibraltar · 
GOS ·
Griekenland ·
Hongarije ·
Ierland ·
IJsland ·
Iran ·
Israël ·
Italië ·
Japan ·
Joegoslavië ·
Kazachstan ·
Kroatië ·
Letland ·
Liechtenstein ·
Litouwen ·
Luxemburg ·
Malta ·
Marokko ·
Mexico ·
Moldavië ·
Nederland ·
Nieuw-Zeeland ·
Nigeria · 
Noord-Ierland ·
Noord-Macedonië ·
Noorwegen ·
Oekraïne ·
Oostenrijk ·
Paraguay ·
Peru ·
Polen ·
Portugal ·
Qatar ·
Roemenië ·
Rusland ·
San Marino ·
Saoedi-Arabië ·
Servië ·
Slovenië ·
Slowakije · 
Sovjet-Unie ·
Spanje ·
Trinidad en Tobago · 
Tsjechië ·
Tsjecho-Slowakije ·
Turkije · 
Uruguay ·
Verenigde Staten ·
Wales ·
Wit-Rusland ·
Zuid-Afrika ·
Zuid-Korea ·
Zweden ·
Zwitserland
Engeland (2021) · 
Kroatië (2021) · 
Nieuw-Zeeland (1982) · 
Tsjechië (2021)